# Wiera Łantratowa
Wiera Stiepanowna Łantratowa, po mężu  Ganżenko (ros. Вера Степановна Лантратова (Ганженко), ur. 11 maja 1947 w Baku, zm. 19 kwietnia 2021) – radziecka siatkarka, złota medalistka igrzysk olimpijskich, mistrzostw Europy i świata.

## Życiorys
W 1967 była w składzie reprezentacji Związku Radzieckiego, która wywalczyła złoty medal na organizowanych w Turcji mistrzostwach Europy. Wystąpiła na igrzyskach olimpijskich 1968 odbywających się w Meksyku. Zagrała w sześciu z siedmiu meczów, a reprezentantki ZSSR z kompletem zwycięstw tryumfowały w turnieju. W 1970 reprezentacja Związku Radzieckiego z Łantratową w składzie zajęła pierwsze miejsce na mistrzostwach świata rozgrywanych w Bułgarii. W reprezentacji występowała w latach 1967–1970.
Grała w bakijskim klubie Nieftjanik/Niefticzi. W 1971 ukończyła Azerbejdżański Uniwersytet Techniczny. Po ukończeniu kariery sportowej pracowała jako inżynier. Była kierownikiem katedry w Bakijskim Instytucie Zarządzania Społecznego i Politologii. Następnie przeprowadziła się do Leningradu, gdzie pracowała jako nauczycielka wychowania fizycznego w szkole średniej.
W 1991 została wyróżniona tytułem Zasłużony Mistrz Sportu ZSRR.